# 張太妃
張太妃，敦煌郡人，祖籍南陽郡白水縣人，為中國氏高昌君主麴伯雅的妻子。生麴文泰及元臺公主。延壽七年（630年）左右，唐僧玄奘在高昌逗留一個月，期間曾在張太妃的見証下與麴文泰結為義兄弟。高昌的左衛大將軍張雄是她的侄子。